# Troglodyte des tépuis
Troglodytes rufulus
Espèce
Statut de conservation UICN

 LC  : Préoccupation mineure
Le Troglodyte des tépuis (Troglodytes rufulus) est une espèce de passereaux de la famille des Troglodytidae.

## Répartition
Cet oiseau est répandu à travers les tepuys du Venezuela et régions limitrophes et Guyana et du nord du Brésil.